# 1881 no jornalismo
Nesta página encontrará referências aos acontecimentos directamente relacionados com o jornalismo ocorridos durante o ano de 1881.

## Nascimentos
| Data          | Nome                          | Profissão                                         | Nacionalidade                              | Observações | Ref |
| ------------- | ----------------------------- | ------------------------------------------------- | ------------------------------------------ | ----------- | --- |
| 6 de abril    | José Maria Goulart de Andrade | escritor e jornalista                             | Brasil                                     | m. 1936     |     |
| 23 de abril   | José Ferreira de Lacerda      | sacerdote e jornalista                            | Reino Unido de Portugal, Brasil e Algarves | m. 1971     |     |
| 5 de agosto   | João do Rio                   | jornalista, cronista, tradutor e dramaturgo       | Brasil                                     | m. 1921     |     |
| 7 de setembro | Henrique Poppe Leão           | jornalista e fundador do Sport Club Internacional | Brasil                                     | m. 1916     |     |

## Mortes
| Data           | Nome                              | Profissão                                 | Nacionalidade | Observações | Ref |
| -------------- | --------------------------------- | ----------------------------------------- | ------------- | ----------- | --- |
| 12 de dezembro | Florêncio Carlos de Abreu e Silva | advogado, escritor, jornalista e político | Brasil        | n. 1839     |     |